# Pleiocarpidia deliensis
Pleiocarpidia deliensis är en måreväxtart som beskrevs av Cornelis Eliza Bertus Bremekamp. Pleiocarpidia deliensis ingår i släktet Pleiocarpidia och familjen måreväxter. Inga underarter finns listade i Catalogue of Life.